# Borgo franco

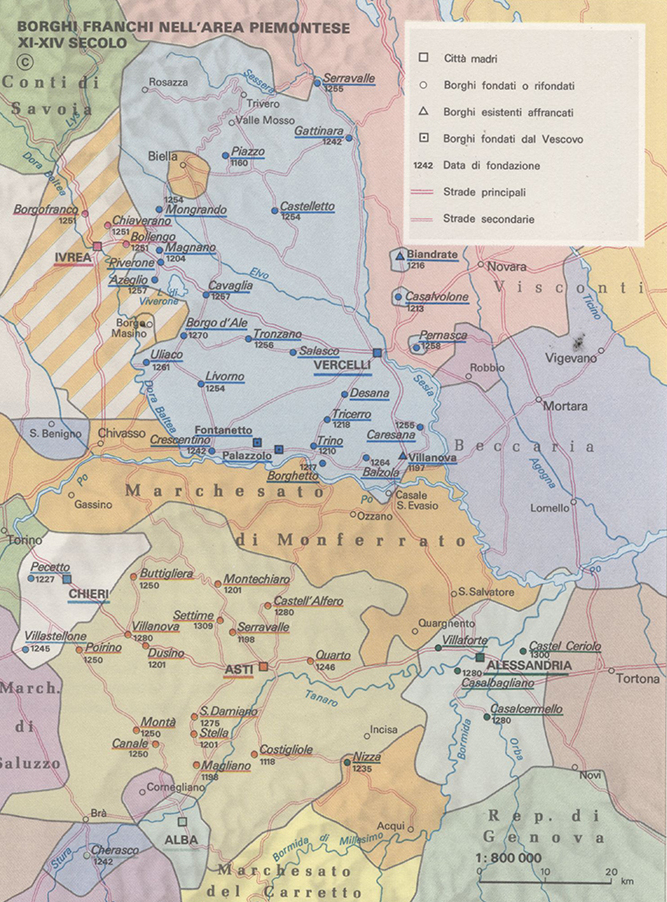
Borghi franchi in area piemontese nei secoli XI-XIV

Per borgo franco s'intende un centro abitato medievale, la cui comunità era libera da dazi o dotata di privilegi fiscali rispetto agli abitati del circostante contado. In cambio, la città dominante (in genere un comune) richiedeva prestazioni militari.
Il fenomeno, considerato dal medievista belga Henri Pirenne una realtà rivoluzionaria dell'economia feudale del XII secolo che avrebbe creato i presupposti per la nascita della borghesia, caratterizzò gran parte dell'Italia centro-settentrionale fino al XIV secolo.

## Descrizione
Più in dettaglio, si trattava di centri abitati svincolati dagli oneri di dipendenza signorile e dagli oneri rusticani verso il comune istitutore, condizione assicurata mediante un apposito atto di affrancamento. Per oneri signorili si intendevano la giurisdizione e i poteri di districtio sui residenti nel territorio del comune che emigravano nei borghi. Gli oneri rusticani erano invece i carichi fiscali imposti dai comuni alle comunità rurali, per finanziare attività quali la manutenzione delle mura urbane, delle strade e dei fossati. Tali condizioni economiche favorevoli eran definite franchigie, indicate nei documenti come immunitates, libertates o franchisie.
Per favorire l'immigrazione, i comuni offrivano ai futuri abitanti (riportati come immunes, liberi o franchi nei documenti) abitazioni e terre da coltivare, talvolta anche il condono di condanne riportate in precedenza.

## Motivazioni
Le motivazioni che portavano alla nascita dei borghi franchi erano essenzialmente politiche: per ottenere il controllo del territorio, delle vie commerciali e di comunicazione, i comuni fondavano questi nuovi centri abitati in aree strategiche, presso i domini dei locali signori feudali. La vicinanza contribuiva a indebolire questi ultimi, come conseguenza dell'emorragia di popolazione verso i nuovi centri.
La loro istituzione fu contemporanea, e in parte conseguenza, dell'espansione demografica iniziata nel X secolo e notevolmente incrementata tra il XII e XIII.

## Struttura
I borghi franchi avevano pianta rettangolare ed erano circondati da mura e fossato.

## Esempi in Italia
- Piemonte: Borgo Agnello (inizio XIII secolo)[10], Serravalle Sesia (1255)[10], Trino[11];
- Toscana: Paganico (detto anche Borgo Franco, appunto)[12];
- Veneto: Castelfranco Veneto (1199)[2];
- Lombardia: Soncino (1118, uno dei più antichi)[13], Robecco d'Oglio (1185)[11], Villa d'Adda (1193)[14].